# Татарбунарский район
Татарбунарский район (укр. Татарбунарський район) — бывшая административная единица на юге Одесской области Украины. Административный центр — город Татарбунары.
Район ликвидирован 17 июля 2020 года в рамках административно-территориальной реформы на Украине.

## География
Ландшафт района степной, слабо пересеченный балками.
На территории района расположены лиманы и озера Сасык, Хаджидер, Бурнас, Шаганы, Алибей, Карачаус, протекают реки Сарата, Когыльник, Струмок, Хаджидер, Алкалия. Район граничит с Чёрным морем, на побережье которого расположены курорты Рассейка, Катранка и Лебедёвка.
На территории района расположен национальный природный парк «Тузловские лиманы».

## История
Татарбунарский район был образован 11 ноября 1940 года после перехода Бессарабии в состав СССР как один из 13 районов новообразованной Аккерманской области. До 15 февраля 1954 года, когда 13 районов Измаильской области были переданы Одесской, район входил в состав Измаильской области. 21 января 1959 года к Татарбунарскому району была присоединена часть территории упразднённого Тузловского района. Нынешний вид Татарбунарский район приобрел в 1964 году.

## Население
Численность населения района — 38 427 человек, из них городского населения — 11 032 человека, сельского — 27 395 человек.

## Административное устройство
Количество советов:
- городских — 1
- сельских — 18

Количество населённых пунктов:
- городов — 1
- сёл — 35

## Населённые пункты
Перечень населённых пунктов с украинскими названиями и почтовыми индексами

### Города
- Татарбунары

### Села
| - Базарьянка - Балабанка - Баштановка - Безымянка - Белолесье - Борисовка - Веселая Балка - Веселое - Вишневое - Глубокое - Дельжилер - Дивизия - Желтый Яр - Заречное - Кочковатое - Лебедёвка - Лиман (Лиманский сельский совет) - Лиман (Дивизийский сельский совет) | - Маразлиевка - Нерушай - Новая Алексеевка - Новое - Новомихайловка - Новоселица - Приморское - Раздольное - Ройлянка - Рыбальское - Садовое - Спасское - Струмок - Траповка - Трихатки - Тузлы - Царичанка |

## Достопримечательности
В 3 км от села Борисовка, которое находится в 6 км от районного центра, на берегу оз. Сасик (Кундук) расположен Спасо-Преображенский женский монастырь.

## Известные люди
В районе родился Герой Украины — Видобора, Владимир Деонисович.